# ベンセレーモス
ベンセレーモス（Venceremos）は、1971年に作られたチリの革命歌。クラウディオ・イトゥラ（Claudio Iturra Moyano）作詞、セルヒオ・オルテガ作曲。チリのヌエバ・カンシオン（音楽を通した社会変革運動）の代表的な曲の一つ。1970年代、サルバドール・アジェンデ率いる人民連合のテーマソングとして歌われた。インティ・イリマニとキラパジュンという二つのグループの演奏で知られている。
日本ではうたごえ運動で紹介され、しばしば歌われている。